# Polnische Weltraumagentur
Die Polnische Weltraumagentur (polnisch Polska Agencja Kosmiczna, PAK; englisch Polish Space Agency, POLSA) ist die staatliche Weltraumorganisation Polens. Sie ist dem Arbeits- und Technologieministerium unterstellt und hat ihren Sitz in Danzig. Die Agentur wurde im Jahr 2015 mit dem Ziel gegründet, im Rahmen der ESA Forschung zu betreiben und dabei Aufträge für die heimische Raumfahrtindustrie zu sichern.

## Gliederung
Die POLSA ist in drei Bereiche aufgeteilt, die dem Präsidenten beziehungsweise zwei Vizepräsidenten zugeordnet sind:
Präsident:
- Abteilung für internationale Zusammenarbeit und Strategien
- Abteilung für das nationale Weltraumprogramm
- Organisation

Vizepräsident für Wissenschaft:
- Abteilung für Forschung und Entwicklung
- Abteilung für Ausbildung und Lehre

Vizepräsidenten für Verteidigung:
- Abteilung für militärische Satellitentechnologien und
- Abteilung für Verteidigungsprojekte

## Standorte
Auf Bitte des polnischen Senators und früheren Rektors der Technischen Universität Danzig Edmund Wittbrodt entschied sich der Sejm für Danzig als Hauptsitz der POLSA. Daneben hat sie zwei Zweigstellen:
1. Das Büro in Warschau ist zuständig für die Woiwodschaften Westpommern, Pommern, Ermland-Masuren, Podlachien, Lebus, Großpolen, Kujawien-Pommern, Łódź und Masowien.
2. Das Büro in Rzeszów kümmert sich um die Woiwodschaften Niederschlesien, Oppeln, Schlesien, Heiligkreuz, Kleinpolen, Lublin und Karpatenvorland.

## Leitung
Im November 2014 wurde Marek Banaszkiewicz, der vorher als Direktor des Space Research Center der Polnischen Akademie der Wissenschaften tätig war, als Vorsitzender der Polnischen Weltraumorganisation ernannt. Vizepräsident für Wissenschaft wurde Marek Moszyński, Professor an der Fakultät für Elektronik, Telekommunikation und Informatik der Technischen Universität Danzig. Oberst Piotr Suszyński wurde Vizepräsident für Verteidigung.
Banaszkiewicz wurde am 7. Oktober 2016 von Ministerpräsidentin Beata Szydło entlassen, obwohl seine Amtszeit auf fünf Jahre angelegt war. Nachfolger wurde der stellvertretende Präsident der POLSA, Piotr Suszyński, der Vizepräsident für Verteidigung. Am 13. März 2018 wurde Grzegorz Brona zum neuen Präsidenten ernannt.